# Mistrzostwa Polski Chippendales
Mistrzostwa Polski Chippendales - ogólnopolski konkurs tańca erotycznego. I edycja konkursu dla najlepszej polskiej grupy tancerzy lub solisty odbyła się w 2011 roku we Wrocławiu.

## Laureaci konkursu
- 2012: I miejsce: Bartłomiej Skalski ps."Andy" ze Szczecina[1], II miejsce: Paweł Młynarczyk z Radomia[2][3]
- 2011: I miejsce: Paweł Młynarczyk z Radomia[4]